# マスコット作戦

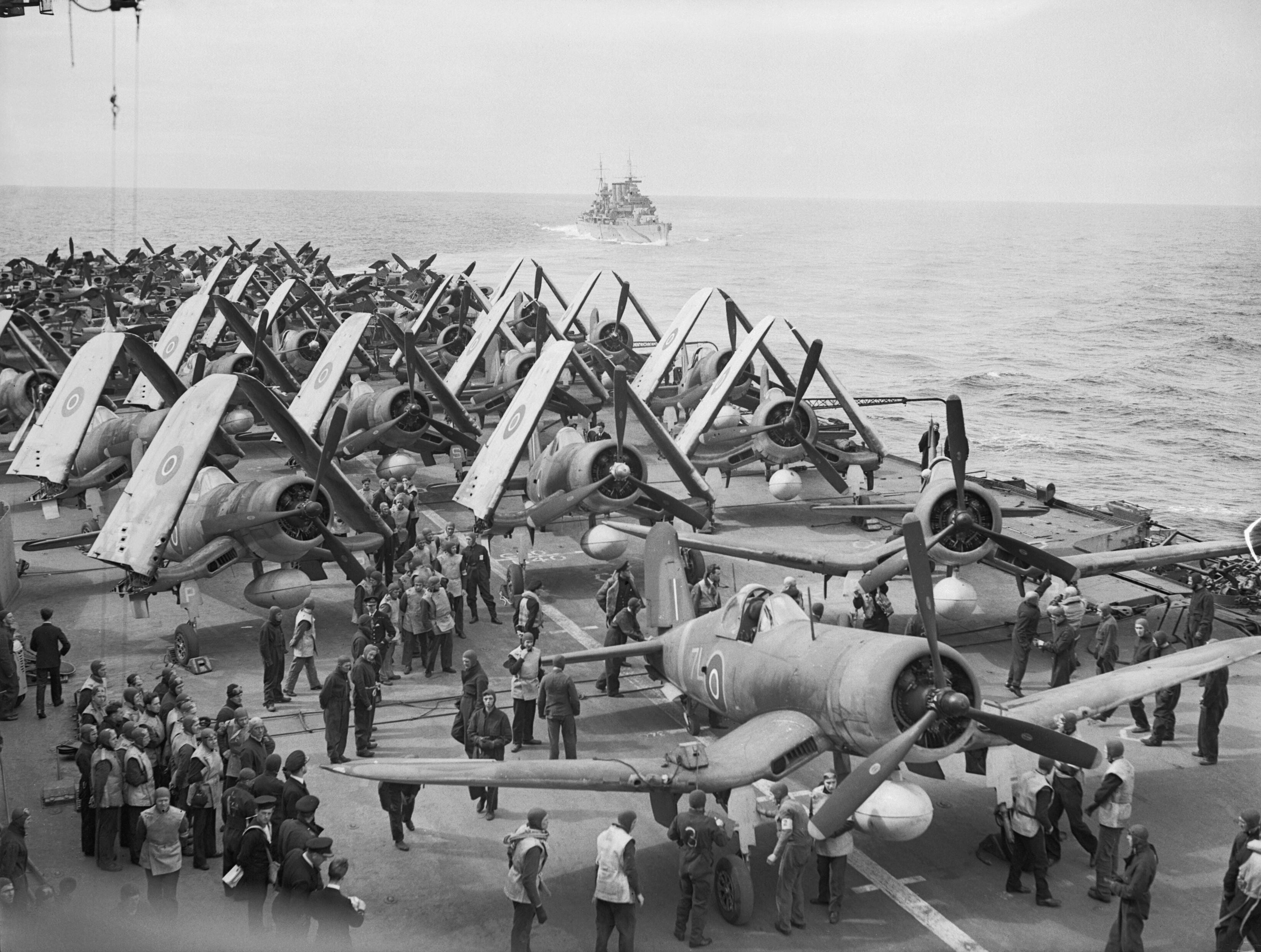
作戦中、空母「フォームダブル」の飛行甲板上に並ぶコルセアとバラクーダ

マスコット作戦 (Operation Mascot) は1944年7月に実行されたイギリス軍によるドイツ戦艦「ティルピッツ」攻撃作戦。ノルウェーのカーフィヨルド内に停泊する「ティルピッツ」に対して3隻の空母から爆撃機44機と戦闘機40機が攻撃に向かったが、「ティルピッツ」を隠す煙幕のため損害を与えることは出来なかった。

## 背景
1942年初め以降、「ティルピッツ」はノルウェー海を通ってソ連へ補給物資を運ぶ連合国の船団にとって大きな脅威となっていた。ノルウェー沿岸のフィヨルドから出撃してくる戦艦は船団の近接護衛部隊を圧倒したり北大西洋へと進出する能力があった。この脅威に対抗するため連合国はイギリス本国艦隊の強力な部隊を張りつける必要にせまられ、ソ連への船団にはその行程の大部分に主力艦が同行した。

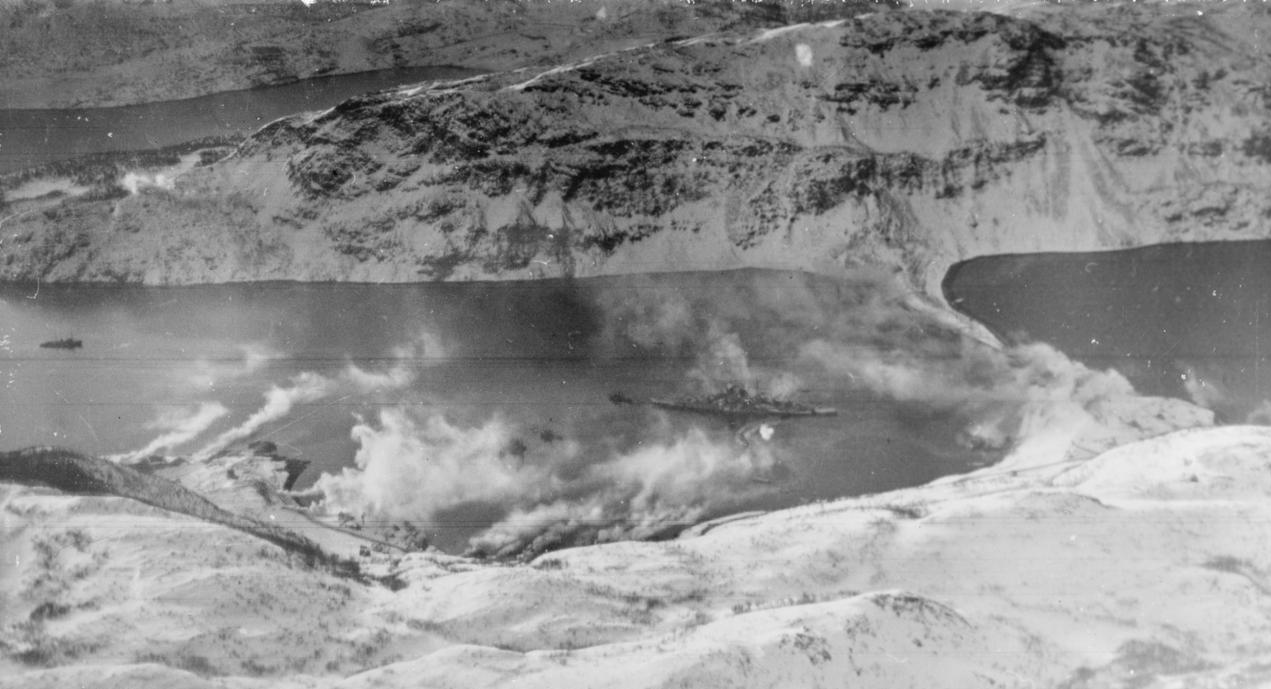
カーフィヨルドに停泊する「ティルピッツ」が写るイギリスの航空偵察写真。沿岸にある煙幕発生装置はまだ「ティルピッツ」を隠し切っていない。

1942年から1943年にかけて幾度も「ティルピッツ」攻撃が行われた。1942年3月6日、PQ12船団攻撃を試みた「ティルピッツ」を空母「ヴィクトリアス」から発進した雷撃機が攻撃したが戦果はなかった。陸上基地から発進するイギリスおよびソ連空軍の爆撃機も1942年から1943年にかけて幾度も「ティルピッツ」攻撃を試みたが損害を与えられなかった。1943年9月23日、イギリス軍の2隻のX艇が防備を突破してカーフィヨルド内の「ティルピッツ」の停泊地まで侵入し、「ティルピッツ」の下に爆薬を設置した（ソース作戦）。これにより「ティルピッツ」は大きな損害を受け、6ヶ月にわたって戦列を離ることになった。
「ティルピッツ」は依然として連合国船舶に対する大きな脅威であると考えられ、イギリス軍は「ティルピッツ」が復帰する前に損害を与えるか破壊しようとした。再び小型潜水艦による攻撃を行うのはカーフィヨルドの防備が改善されていることから現実的ではないとされた。また、イギリス空軍爆撃機軍団の司令官は、成功の可能性が低く大きな損害が予想されることから重爆撃機による攻撃を行うことは拒否した。結果として、本国艦隊の空母が攻撃がカーフィヨルドへの攻撃手段として最善とされ、1943年後半に海軍本部は艦隊に対してそのような攻撃の計画策定開始を指示した。準備に数ヶ月を費やした後、本国艦隊による最初の攻撃は1944年4月3日にタングステン作戦として実行され、5隻の空母が参加した。40機の戦闘機に護衛されたフェアリー バラクーダ急降下爆撃機20機からなる二つの攻撃隊は発見されること無くカーフィヨルドに到達し「ティルピッツ」に15発の爆弾を命中させた。「ティルピッツ」の乗員に多くの死傷者が出たが、艦自体の損害は大きくは無かった。だが、上構や兵装、機関に受けた損傷のため「ティルピッツ」は修理完了まで数ヶ月にわたって活動不可能となった。ドイツの海軍総司令官カール・デーニッツ元帥は、「ティルピッツ」を作戦可能な状態に戻し連合国海軍を縛り付けられるようにすることを優先した。この時点ではデーニッツや他の上級士官たちは、さらなる航空攻撃の脅威のため「ティルピッツ」が連合国船団に対する作戦を行うことは不可能だと認識してた。
イギリスの情報機関は「ティルピッツ」の修理には6ヶ月を要すると判断し、海軍本部は空母によるさらなる攻撃を命じた。第一海軍卿アンドルー・カニンガムはバラクーダでは「ティルピッツ」を沈められる兵器を運べないと考えていたが、さらに攻撃を加えることで「ティルピッツ」の復帰までの期間を延ばし乗員の士気を低下させられることを期待した。本国艦隊司令長官ブルース・フレーザー中将は、空母によるさらなるカーフィヨルドへの攻撃は「ティルピッツ」の防衛体制が強化されているであろうことから成功の可能性が低く、またタングステン作戦時より気象条件が悪くなるであろうことから最初はこの命令に抵抗した。カニンガムとの議論の末、フレーザーは再びカーフィヨルドに対する攻撃を行うことに同意した。新たなカーフィヨルドへの攻撃が決定されたものの、本国艦隊の航空兵の多くはタングステン作戦後に別の部隊に転属となっていた。新たに配属された者は経験が乏しく、そのためノルウェーのドイツ軍に対する作戦は延期を余儀なくされた。
1944年4月から5月にかけて、「ティルピッツ」に対する攻撃は気象条件の問題で3度中止された。1回目はプラネット作戦で、4月21日にスカパ・フローから本国艦隊は出撃した。参加空母は「フェンサー」が「ストライカー」に代わった以外はタングステン作戦と同じであった。3日後に攻撃隊の発進地点に着いたが、カーフィヨルド付近の諜報員から天候が悪いとの報告があったため作戦は中止となった。艦隊は南下し、ボードー付近でドイツの船団を攻撃して商船3隻を沈めたが航空機6機を失った。5月中旬、本国艦隊は再び「ティルピッツ」攻撃に出撃した（ブローン作戦）。5月15日午後、空母「フューリアス」と「ヴィクトリアス」からバラクーダ27機と護衛のF4Uコルセアおよびスーパーマリン シーファイア戦闘機が発進したが、カーフィヨルド上空が厚い雲に覆われていたため攻撃をせず帰投した。次の作戦はタイガー・クロー作戦で5月末に実行された。だが、「フューリアス」と「ヴィクトリアス」が参加し5月28日に予定されていた攻撃は悪天候のため中止された。そのかわりに、空母はドイツ船団を求めて南下し、6月1日にオーレスン付近で4隻の商船を沈めた。本国艦隊の艦艇がノルマンディー上陸作戦の支援に割かれるため、6月中は新たな作戦は行われなかった。
不成功が続いたにもかかわらず、海軍本部や1944年6月14日に本国艦隊司令長官となったヘンリー・ムーア大将は「ティルピッツ」に対する攻撃を引き続き試みた。6月中に海軍本部は情報機関から、「ティルピッツ」の修理は順調に進んでおりまもなく出撃可能となるであろうとの報告を受け取った。同月末、連合国のスパイは「ティルピッツ」がカーフィヨウド内で航行試験を行っているのを目撃し、「ティルピッツ」は20ノットまで出せ主砲塔を旋回させられると報告した。この結果、6月末に海軍本部は、7月中旬の空母によるカーフィヨルドへの攻撃実施を指示した。北極海での船団の運行はフランス侵攻のため1944年4月から中断しており、攻撃は船団の運行再開前に実施されるように計画された。
イギリス側が察知したとおり、タングステン作戦後の「ティルピッツ」の修理は急速に進んでいた。修理は4月末に始まり、工事を早めるため造船所の工員157人や専用の装備が輸送船でドイツ本国のキールからカーフィヨルドへと運ばれた。カーフィヨルドの緯度での夏季の長い昼にも助けられ、「ティルピッツ」の修理は毎日3交代制で進められた。6月2日までには「ティルピッツ」は自力航行可能となり、同月末には砲撃訓練を始められるようになった。修理は7月中旬に終わったが、航行に使用できるのは右舷側のプロペラシャフトのみであった タングステン作戦時に負傷したハンス・マイヤーに代わって1944年5月にヴォルフ・ユンゲ大佐が「ティルピッツ」艦長となった。

## 両軍の戦力
「ヴィクトリアス」が6月にインド洋へと送られたため、マスコット作戦参加空母には「インディファティガブル」、「フォーミダブル」、「フューリアス」が選ばれた。空母の護衛は戦艦「デューク・オブ・ヨーク」、巡洋艦4隻、駆逐艦12隻であった。この部隊はヘンリー・ムーア大将が「デューク・オブ・ヨーク」から指揮し、空母部隊は「インディファティガブル」座乗のRhoderick McGrigor少将が指揮した。
打撃部隊の構成は、これより前の「ティルピッツ」攻撃作戦とおおむね同じであった。「フォーミダブル」はそれぞれバラクーダ12機からなる第827および第830海軍飛行隊と第1841海軍飛行隊のコルセア18機を搭載。「インディファティガブル」は第820および第826海軍飛行隊のバラクーダ24機と、シーファイアからなる第894海軍飛行隊、第1770海軍飛行隊のファイアフライ12機を搭載。前回の作戦とは役割の変わった「フューリアス」はバラクーダは搭載せず、第1840海軍飛行隊のヘルキャット20機と第880飛行隊のシーファイア3機および第842小隊のソードフィッシュ3機を搭載した。
カーフィヨルドの防備はタングステン作戦後に改善された。それ以前は対空砲台が11箇所、防空艦が数隻と「ティルピッツ」を隠すための煙幕発生装置からなっていた。攻撃後は追加のレーダーや監視所が設けられ、戦艦周辺の煙幕発生装置も増やされた。マスコット作戦までになされた防備の改善にはカーフィヨルド近くの崖の上の監視所があり、それは必要があれば戦艦の対空砲を管制することができた。「ティルピッツ」の防空能力も修理の際に強化され、20mm機銃の追加や150mm砲の対空用への改修、主砲用の対空用砲弾の供給がなされた。
カーフィヨルド周辺のドイツ軍以外でも、ヤンマイエン島周辺にはTrutzグループと称する12隻の潜水艦による哨戒線が作られ、ノルウェー海へ進入を図るイギリス空母に対する迎撃任務についた。マスコット作戦時に展開中であった潜水艦は「U347」、「U361」、「U365」、「U387」、「U636」、「U716」、「U742」、「U921」、「U956」、「U965」、「U992」、「U995」であった。ドイツ空軍はカーフィヨルド付近の基地に少数の戦闘機を配備してたが、その活動は燃料不足のため制限されていた。

## 攻撃
7月初めにドイツの無線通信の暗号解読から得られた情報や、7月12日に空軍機が撮影した写真から「ティルピッツ」が完全に作戦可能な状態でありおそらく外洋へ出る準備をしていることが判明した。 
イギリス艦隊は7月14日にスカパ・フローから出撃した。ノルウェー海には12隻のドイツ潜水艦がいたが、艦隊が北上する間それらと接触することは無かった。航海中は霧が多かったが、7月16日夕方にカーフィヨルド北の攻撃隊の発進地点に着いたときは空は晴れていた。

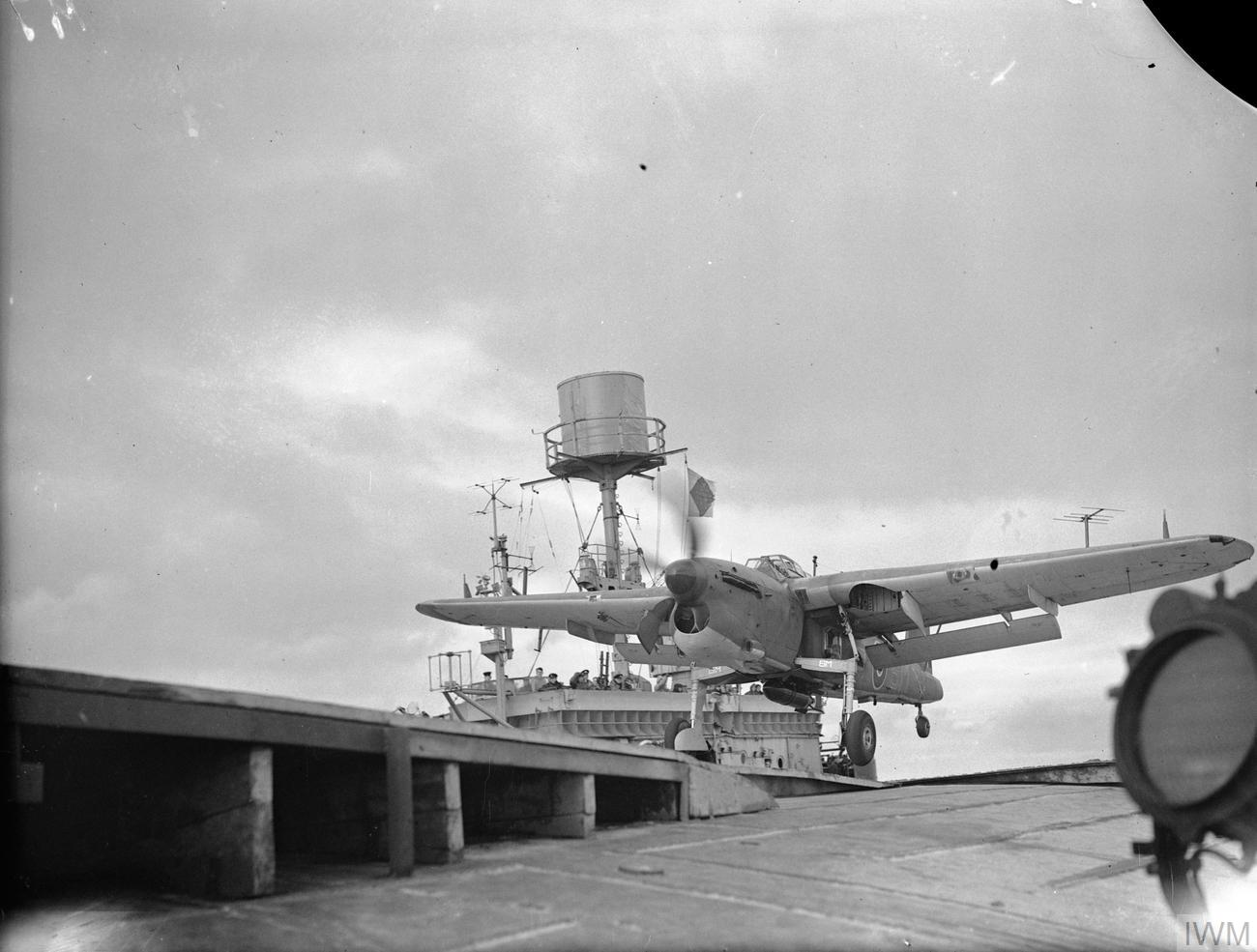
「フューリアスから発進する第830海軍飛行隊のバラクーダt

7月17日0時を少し過ぎた頃、攻撃隊が発艦を開始した。攻撃隊の中心は44機のバラクーダで、2機は500-ポンド (230 kg)爆弾3発、残りは1,600-ポンド (730 kg)徹甲爆弾を搭載してた。18機のコルセアは対ドイツ戦闘機用であり、ヘルキャット20機とシーファイア12機は対空砲の制圧が任務であった。
編隊を組むと、攻撃隊は1時35分にカーフィヨルドへ向け出発した。ドイツのレーダーに捉えられないようノルウェーの海岸から10分の地点までは高度50フィート (15 m)を飛行し、それからバラクーダは9,000フィート (2,700 m)、戦闘機はそれより上まで上昇した。飛行中の天候はよかったが、目標付近には雲が確認された。
攻撃隊はカーフィヨルドから43マイルの地点でドイツのレーダーに捕捉された。警報は4分後には「ティルピッツ」に届き、2時13分までには煙幕発生装置が作動して人工の雲で速やかに「ティルピッツ」を覆い隠した。2時19分には「ティルピッツ」および周辺の陸上に配置されている対空砲がイギリス機に対して攻撃を開始した。また、ドイツ軍はイギリス軍機がノルウェーの海岸から10マイル以内に入ったところで通信妨害も開始した。イギリス軍の攻撃は煙幕によって妨害され、「ティルピッツ」を確認できたのはバラクーダ2機と戦闘機2機のみであった。
ヘルキャットとファイアフライがまず攻撃を開始し、対空砲陣地や駆逐艦「Z33」、小型哨戒艇「Vp6307」を機銃掃射した。哨戒艇は座礁させられ、後日全損とされた。厚い煙のため、戦闘機のパイロットは曳光弾の発射元を辿ることでしか目標の位置を知ることができなかった。
バラクーダはカーフィヨルド上空に到着したとき激しいが不正確な対空砲火に迎えられた。パイロットが「ティルピッツ」を視認できた2機を除き、35機は「ティルピッツ」の発砲炎を目標とするしかなかった。バラクーダが攻撃を終えるまでに25分かかった。7発の爆弾が至近弾となったが、「ティルピッツ」の損害は皆無であった。バラクーダの内3機は対空砲台、駆逐艦、タンカー「ノルトマルク」をそれぞれ攻撃し、タンカーに対しては至近弾となった。残り4機のバラクーダの内3機は目標を発見できず、海中に爆弾を投棄した。最後の1機は不具合のため爆弾を投下できなかった。
対空砲火は激しかったもののイギリス軍の損害は軽微であった。コルセア1機がカーフィヨルド付近で撃墜され、パイロットは捕虜となった。また損傷したバラクーダ1機が「インディファティガブル」近くに不時着し、乗員は駆逐艦「ヴェルラム」に救助された。他に、損傷したヘルキャット1機が廃棄となった。
2回目の攻撃隊は7月17日8時に発艦開始予定であったが、空母周辺で霧が発生し始めたため発艦2分前に中止され、艦隊はスカパ・フローへ帰投するため南へ向かった。

## 潜水艦との戦闘
カーフィヨルドに対する攻撃が行われている頃、ノルウェー海のドイツ潜水艦部隊の司令官はTrutzグループに対してヤンマイエン島の南東に移動しスカパ・フローへ帰投するイギリス艦隊を攻撃するよう命じた。これはイギリスの海軍本部も予想しており、空軍の第18航空団の哨戒機が本国艦隊の帰路の掃討を指示された。
イギリスの哨戒機はTrutzグループによる本国艦隊への攻撃を阻止した。7月17日21時48分、第86飛行隊のB-24リベレーターが「U361」を発見し撃沈した。「U361」乗員は一人も救助されなかった。8分後、第210飛行隊のPBYカタリナは浮上中の「U347」を発見。「U347」の対空砲によりカタリナは損傷して航法士が死亡しパイロットや他の乗員3名が負傷するも攻撃を続行し、爆雷で「U347」を沈めた。同日夜、2隻の潜水艦の喪失により開いた哨戒線の隙間を本国艦隊は通過した。
ドイツ潜水艦に対する攻撃はその後6日間続いた。7月18日朝、ドイツの偵察機が本国艦隊を発見。ドイツ軍はこれが新たな攻撃を行うため北東へ向かっているものと判断してTrutzグループに北上を命じ、また4隻の潜水艦をナルヴィクから出撃させてアルタフィヨルドやヴェストフィヨルドへの接近路に配置した。夕方、ナルヴィクから出撃した潜水艦の一隻、「U968」は2度リベレーターから攻撃された。最初のリベレーターは撃墜したが、次の攻撃で損傷し港に戻った。「U716」も7月18日19時15分にリベレーターの攻撃で大破し、ハンメルフェストに戻った。同日23時ごろ、「U716」がショート サンダーランド飛行艇の攻撃で大破したが、沈没は免れた。7月20日も3隻の潜水艦が攻撃を受けたが損傷したのは一隻であった。これらの戦闘後、ノルウェー地域のドイツの潜水艦豚の指揮官は航空攻撃よる被害が大きいためTrutzグループを解散させた。生き残りの潜水艦は4隻を除いて帰投し、残りはイギリスの空母搭載機の攻撃範囲外となる北へ向かうよう命じられた。元Trutzグループの潜水艦に対する最後の攻撃は7月23日に第330飛行隊のサンダーランド飛行艇によって行われ、ヴェストフィヨルド付近で「U992」が損傷した。

## 作戦後

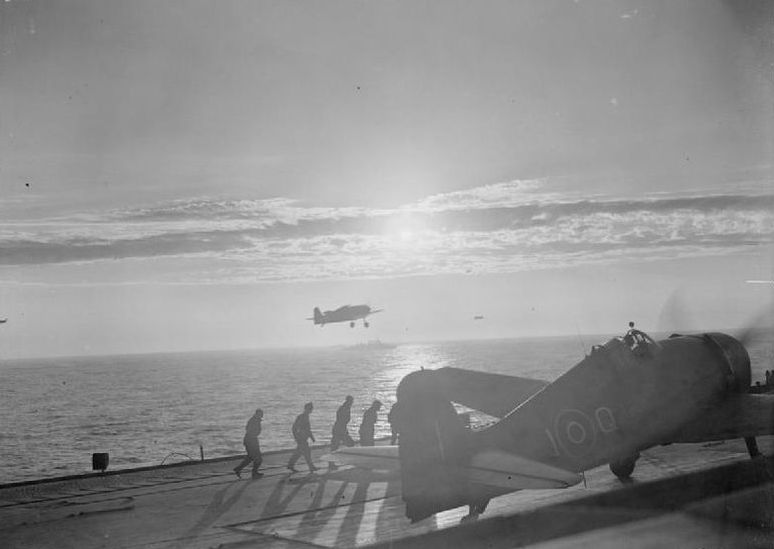
「フューリアス」に帰還したヘルキャット

7月17日の攻撃後、イギリス側はドイツの無線通信の傍受や秘密情報部の諜報員からの報告によって「ティルピッツ」に目立った損害は皆無であることを知った。ムーアは攻撃に参加した航空機の乗員の経験不足がマスコット作戦失敗の原因であるとし、また「ティルピッツ」に対して正確な爆撃ができないのに別の目標を選択しなかったことで攻撃隊の指揮官を非難した。加えて、ムーアはバラクーダによってさらにカーフィヨルドへの攻撃を行っても成果を得られないだろうとした。その理由は、急降下爆撃機が低速のため探知されてから目標上空に到達するまでの間にドイツ側は煙幕によって「ティルピッツ」を隠してしまえるからであった。海軍本部は48時間以上にわたってカーフィヨルドに対する攻撃を繰り返すという戦略で防衛力を低下さられると期待し、ムーアは次の攻撃を実施することに同意した。奇襲を可能とするため高速で航続距離の長いデ・ハビランド モスキート爆撃機を空母から発進させることも検討されたが、作戦に使える機体の余裕は無かった。
次のカーフィヨルドに対する攻撃はグッドウッド作戦として8月末に実行された。8月22日から29日の間に3隻の艦隊空母と2隻の護衛空母から4度の攻撃が行われた。どの時でも「ティルピッツ」は煙幕に覆われており、わずかな損害しか与えることは出来なかった。一方、この攻撃でイギリス側は航空機17機、人員40名を失った。また、ドイツ潜水艦「U354」の攻撃でフリゲート「ビッカートン」が沈み、護衛空母「ネイボブ」が大破した。
グッドウッド作戦の失敗により、海軍本部はカーフィヨルドに対する攻撃ではバラクーダは低速のため役に立たないことを認めた。そのため、「ティルピッツ」攻撃は空軍の爆撃機軍団の手にゆだねられることとなった。重爆撃機による最初のカーフィヨルド攻撃（パラヴェーン作戦）は1944年9月15日に行われた。ソ連領内から発進した爆撃機による攻撃で「ティルピッツ」は修理不可能な損害を受け、南のトロムソへ移されて防衛用の砲台とされた。その後、11月12日に行われた爆撃機軍団による攻撃（カテキズム作戦）で「ティルピッツ」は撃沈された。

## 文献
- Bennett, G.H. (2012). “Introduction”. In Bennett, G.H.. Hunting Tirpitz: Naval Operations Against Bismarck's Sister Ship. Plymouth, United Kingdom: University of Plymouth Press. pp. 7–25. ISBN 9781841023106
- Bishop, Patrick (2012). Target Tirpitz. London: Harper Press. ISBN 9780007431199
- Brown, David (1977). Tirpitz: The Floating Fortress. London: Arms and Armour Press. ISBN 0853683417
- Brown, David (2009). Hobbs, David. ed. Carrier Operations in World War II. Barnsley, Yorkshire: Frontline. ISBN 9781848320420
- Ellis, John (1999). One Day in a Very Long War: Wednesday 25th October 1944 (Pimlico ed.). London: Pimlico. ISBN 0712674659
- Faulkner, Marcus; Wilkinson, Peter (2012). War at Sea: A Naval Atlas, 1939–1945. Annapolis, Maryland: Naval Institute Press. ISBN 9781591145608
- Garzke, William H.; Dulin, Robert O. (1985). Battleships: Axis and Neutral Battleships in World War II. Annapolis, Maryland: Naval Institute Press. ISBN 9780870211010
- Hinsley, F.H. (1984). British Intelligence in the Second World War: Its Influence on Strategy and Operations. Volume Three, Part I. London: Her Majesty's Stationery Office. ISBN 0116309350
- Levy, James P. (2003). The Royal Navy's Home Fleet in World War II. Houndmills, United Kingdom: Palgrave Macmillan. ISBN 1403917736
- McCart, Neil (2000). The Illustrious & Implacable Classes of Aircraft Carrier 1940–1969. Cheltenham, Gloucestershire: Fan Publications. ISBN 1901225046
- Roskill, S.W. (1960). The War at Sea 1939–1945. Volume III: The Offensive Part I. London: Her Majesty's Stationery Office. OCLC 58588186
- Roskill, S.W. (1961). The War at Sea 1939–1945. Volume III: The Offensive Part II. London: Her Majesty's Stationery Office. OCLC 59005418
- Sweetman, John (2000). Tirpitz: Hunting the Beast: Air Attacks on the German Battleship, 1940–44. Annapolis, Maryland: Naval Institute Press. ISBN 1557508224
- Tactical, Torpedo and Staff Duties Division (Historical Section) (2012) [1944]. “Naval Aircraft Attack on the Tirpitz (Operation 'Tungsten') 3 April 1944”. In Bennett, G.H.. Hunting Tirpitz: Naval Operations Against Bismarck's Sister Ship. Plymouth, United Kingdom: University of Plymouth Press. pp. 133–177. ISBN 9781841023106
- Tarrant, V.E. (1994). The Last Year of the Kriegsmarine: May 1944 – May 1945. London: Arms and Armour. ISBN 185409176X
- Williamson, Gordon (2003). German Battleships 1939–45. Botley, Oxfordshire: Osprey Publishing. ISBN 1841764981
- Woodman, Richard (2004). The Arctic Convoys: 1941–1945 (Paperback ed.). London: John Murray. ISBN 0719566177
- Zetterling, Niklas; Tamelander, Michael (2009). Tirpitz: The Life and Death of Germany's Last Super Battleship. Philadelphia: Casemate. ISBN 9781935149187